# Вікторія Девіс
Вікторія Девіс (англ. Victoria Davies; нар. 7 серпня 1972) — колишня британська тенісистка.
Найвищу одиночну позицію світового рейтингу — 465 місце досягла 15 травня 2000, парну — 169 місце — 7 червня 1999 року.
Здобула 8 парних титулів туру ITF.

## Фінали ITF
| турніри $25,000 |
| турніри $10,000 |

### Парний розряд (8–15)
| Результат | Ранг | Дата            | Місце                            | Покриття   | Партнерка         | Суперниці                              | Рахунок        |
| --------- | ---- | --------------- | -------------------------------- | ---------- | ----------------- | -------------------------------------- | -------------- |
| Перемога  | 1.   | 11 липня 1994   | Фрінтон-он-Сі, Велика Британія   | Трава      | Гелен Крук        | Наталія Єгорова Світлана Пархоменко    | 6–3, 6–2       |
| Поразка   | 1.   | 10 липня 1995   | Філікстоу, Велика Британія       | Трава      | Гелен Крук        | Робін Модслі Шеннон Пітерс             | 1–6, 1–6       |
| Перемога  | 2.   | 28 серпня 1995  | Стамбул, Туреччина               | Тверде     | Гелен Крук        | Дуйґу Акшит Оал Жофія Чапо             | 6–4, 6–4       |
| Перемога  | 3.   | 27 січня 1996   | Стамбул, Туреччина               | Тверде (i) | Гелен Крук        | Френсіс Герн Лейла Оґан                | 7–6(3), 7–6(4) |
| Перемога  | 4.   | 26 квітня 1996  | Единбург, Велика Британія        | Ґрунт      | Гелен Крук        | Жулі Пуллен Лорна Вудрофф              | 6–2, 6–0       |
| Поразка   | 2.   | 1 червня 1996   | Стамбул, Туреччина               | Тверде     | Гелен Крук        | Емілі Бонд Емануела Брузаті            | 6–7(4), 4–6    |
| Поразка   | 3.   | 11 липня 1997   | Філікстоу, Велика Британія       | Трава      | Гелен Крук        | Суріна Де Беер Ліззі Джелфс            | 5–7, 5–7       |
| Поразка   | 4.   | 26 вересня 1997 | Сандерленд, Велика Британія      | Килим (i)  | Лімор Габай       | Гелен Крук Марезе Жубер                | 2–6, 4–6       |
| Поразка   | 5.   | 26 березня 1998 | Водонга, Австралія               | Трава      | Гелен Крук        | Ліза Макші Алісія Молік                | 4–6, 4–6       |
| Перемога  | 5.   | 19 квітня 1998  | Кань-сюр-Мер, Франція            | Ґрунт      | Гелен Крук        | Іветте Бастінг Магдалена Зденовкова    | 6–3, 6–3       |
| Поразка   | 6.   | 31 липня 1998   | Ілклі, Велика Британія           | Трава      | Гелен Крук        | Ліззі Джелфс Марезе Жубер              | 3–6, 4–6       |
| Поразка   | 7.   | 26 вересня 1998 | Сандерленд, Велика Британія      | Тверде (i) | Гелен Крук        | Ліззі Джелфс Марезе Жубер              | 1–6, 1–6       |
| Поразка   | 8.   | 3 жовтня 1998   | Глазго, Велика Британія          | Тверде (i) | Гелен Крук        | Ева Дірберг Лідія Штайнбах             | 4–6, 7–5, 3–6  |
| Поразка   | 9.   | 25 квітня 1999  | Гатфілд, Велика Британія         | Ґрунт      | Кейт Ворн-Голланд | Марезе Жубер Стефані Тестар            | 1–6, 4–6       |
| Перемога  | 6.   | 2 травня 1999   | Гатфілд, Велика Британія         | Ґрунт      | Кейт Ворн-Голланд | Наталія Єгорова Ганна Запорожанова     | 7–5, 6–1       |
| Поразка   | 10.  | 11 липня 1999   | Філікстоу, Велика Британія       | Трава      | Кейт Ворн-Голланд | Ліенн Бейкер Ніколь Сьюелл             | 1–6, 4–6       |
| Поразка   | 11.  | 2 квітня 2000   | Понтеведра, Іспанія              | Тверде     | Гелен Крук        | Наташа Ґалауза Ванеса Краут            | 3–6, 6–2, 2–6  |
| Поразка   | 12.  | 23 квітня 2000  | Сан-Луїс-Потосі (місто), Мексика | Ґрунт      | Гелен Крук        | Марія Фернанда Ланда Роміна Оттобоні   | 4–6, 6–7(7)    |
| Поразка   | 13.  | 14 травня 2000  | Тампіко, Мексика                 | Тверде     | Гелен Крук        | Мелоді Фалько Карла Тіене              | 4–6, 3–6       |
| Перемога  | 7.   | 22 липня 2000   | Фрінтон-он-Сі, Велика Британія   | Трава      | Гелен Крук        | Марезе Жубер Ніколь Сьюелл             | 6–2, 6–4       |
| Перемога  | 8.   | 3 лютого 2001   | Тіптон, Велика Британія          | Тверде (i) | Гелен Крук        | Елені Даніліду Марія Гезненге          | 2–6, 6–4, 6–4  |
| Поразка   | 14.  | 20 травня 2001  | Единбург, Велика Британія        | Ґрунт      | Гелен Крук        | Жулі Пуллен Лорна Вудрофф              | 2–6, 1–6       |
| Поразка   | 15.  | 6 травня 2002   | Единбург, Велика Британія        | Ґрунт      | Ева Мартінцова    | Келлі Лігган Кончіта Мартінес Гранадос | 7–5, 0–6, 1–6  |